# Rasmus Larsen
Pour les articles homonymes, voir Larsen.
Rasmus Glarbjerg Larsen, né le 25 novembre 1994 à Rudersdal au Danemark et mort le 13 mai 2015 , à Jumet (Charleroi) en Belgique, est un joueur danois de basket-ball, évoluant aux postes de pivot et d'ailier fort.

## Carrière
Larsen est formé au club danois de Værløse BBK.
Larsen joue avec le Danemark au championnat d'Europe des 16 ans et moins qui se déroule au Portugal en août 2009. Le Danemark est battu en finale par la Bulgarie.
À l'été 2011, il participe au championnat d'Europe des 18 ans et moins (en division B) avec le Danemark. Le Danemark est encore battu en finale par la Bulgarie. Larsen est nommé dans l'équipe-type de la compétition avec le MVP bulgare Pavlin Ivanov, le Danois Esben Reinholt et les Suédois William Magarity et Tobias Borg. En moyenne, Larsen marque 11,1 points et prend 8,8 rebonds,.
Il part jouer en Espagne à l'été 2012 où il signe un contrat de 4 ans avec le Bàsquet Manresa, un club de première division (la liga Endesa). Il est prêté au Sabadell Sant Nicolau, un club de quatrième division. À l'été 2013, il rejoint l'équipe première du Bàsquet Manresa.
Pour son premier match en liga Endesa, face à la Joventut Badalona, il marque 21 points (à 5 sur 6 au tir), prend 13 rebonds et provoque 7 fautes. Avec une évaluation de 37, il est nommé meilleur joueur de la première journée de la liga Endesa. Il réalise aussi la meilleure évaluation pour un joueur de moins de 19 ans, battant le précédent record de Ricky Rubio.
En octobre 2014, Larsen rejoint le Spirou Basket. Il meurt le 13 mai 2015.